# Michelangelo Pigotti
Michelangelo Pigotti, OFMCap (Marenella di Fabriano, 17 de março de 1916 – Manaus, 7 de abril de 1995), nascido 
Giulio Pigotti, foi um frade capuchinho italiano, conhecido por seus trabalhos em missionários na Região Norte do Brasil. É considerado servo de Deus pela Igreja Católica.

## Biografia
Giulio Pigotti nasceu em 17 de março de 1916, em Marenella di Fabriano, Ancona, na Itália. Ingressou na Ordem dos Frades Menores Capuchinhos aos 15 anos e, na idade de 24 anos, foi ordenado sacerdote, adotando por nome "Michelangelo".
Seis anos depois pediu para ser missionário no Brasil, mais especificamente no Amazonas, onde chegou em 1947, para servir junto à missão capuchinha em Manaus, na paróquia São Sebastião.
Além dali, também foi missionário em Porto Velho, em Rondônia, e Teresópolis, no Rio de Janeiro. Tornou- se conhecido como um homem de profunda vida espiritual e de dedicação intensa ao povo de Deus, que buscava nele ajuda para suas necessidades espirituais e materiais. Faleceu em Manaus no dia 7 de abril de 1995, aos 79 anos de idade.

## Beatificação
No dia 18 de maio de 2002, foi concedido o nihil obstat para o início de sua causa de beatificação. Em 8 de fevereiro de 2004, teve início a fase diocesana do processo.